# Stancija Vodopija
Stancija Vodopija jest naselje u Republici Hrvatskoj u sastavu Grada Poreča, Istarska županija. 

## Stanovništvo
Prema popisu stanovništva 2011. godine naselje je imalo 117 stanovnika.

| broj stanovnika | 116   | 145   |
|                 | 2011. | 2021. |